# Османов Сейтумер Османович
Османов Сейтумер Османович (* 1907, листопад, Буюк-Озенбаш — 2008, Ташкент, Узбекистан) — кримськотатарський і узбецький іхтіолог і паразитолог.
Народився у грудні 1907 року в селі Буюк-Озенбаш Богатирської волості Ялтинського повіту у селянській кримськотатарській родині. Батько — Осман-эфенди, мати — Ханій-апте. Мав трьох братів: Сеїтбекира, Юсуфа і Муслюма. Закінчив медресе, у якому згодом викладав. До кінця життя був переконаним послідовником Ісмаїла Гаспринського.
У 1923—1929 роках навчався у кримсько-татарській школі-інтернаті в Сімферополі. Середню освіту дістав на рідній, кримськотатарські мові. Після закінчення школи, у 1929—1933 роках, навчався на біологічному відділенні Кримпедінститута, після чого був залишений в аспірантурі на кафедрі зоології. Його науковим керівником був І. І. Пузанов. Практикум з іхтіології проходив на базі Севастопольської біологічної станції. Темою дисертації була «Біологія-екологія кримської бистрянки та її роль у кругообігу органічних речовин в умовах прісноводних водойм Криму». Однак згодом у Пузанова виник конфлікт із деканом біологічного відділення, М. Ф. Гусєвим, який негативно ставився до підготовки «національних» наукових кадрів. В результаті Пузанов відмовився працювати під керівництвом Гусєва і виїхав із Криму, а Османов залишився без наукового керівника.
У 1934 році Османов покинув рідний Крим і перевівся до аспірантури до Ленінградського педагогічного інституту ім. А. І. Герцена, де до 1937 року навчався у аспірантурі на кафедрі зоології та дарвінізму. За три роки він підготував кандидатську дисертацію на тему «Паразитофауна риб Чорного моря», науковим керівником якої виступив професор В. А. Догель. Результати його дисертації були опубліковані у фундаментальній праці:
- Османов С. О. (1940) Материалы к паразитофауне рыб Черного моря. Ученые Записки Ленинградского педагогического института им. А. И. Герцена, Каф. Зоологии и Дарвинизма, 30: 187—265.

Ця наукова стаття стала першою науковою роботою, де було детально описано описано паразитів риб в районі мису Тарханкут, у Севастопольській бухті та Дніпровському лимані. Було описано низку нових видів, багато видів вперше знайдені у Чорному морі та в Україні. Після захисту дисертації Османов намагається перевестись до рідного Криму, однак М. Ф. Гусєв відмовляє йому у працевлаштуванні, оскільки його брат — Муслюм Османов — на той час був звинувачений у націоналізмі. Насправді, Муслюм Османов займав посаду замісника наркома освіти Кримської АРСР, і перекладав підручники для шкіл, видані у Москві, кримськотатарською мовою.
Пропрацювавши у 1938—1940 роках у Челябінському педіні, він звільняється і на початку 1940 року переводиться до Севастопольської біологічної станції під керівництво професора Водяницького, намагаючись продовжити вивчення паразитів морських риб. Його роботі завадила війна. Незважаючи на звання молодшого лейтенанта, Сейтумеру Османову було відмовлено у мобілізації без будь-якого пояснення. У серпні 1941 року його було направлено до села Отаркой, тоді Куйбишевського району, викладати у школі із кримськотатарською мовою навчання. Там він і потрапив під окупацію. Після бомбардувань села, 1 листопада 1941 року, школа перестала працювати, а Сейтемур із братом вступили до лав партизанського загону, який складався із кримських татар. Увесь період гітлерівської окупації він боровся із ворогами у лавах цього загону, однак із поверненням радянської влади, у травні 1944, був звинувачений у співпраці із окупантами і депортований до Узбекистану. Там він влаштовується 1 вересня 1944 року на посаду доцента зоології, згодом завідувача кафедри хімії та біології Каракалпакського педагогічного інституту.
До 1949 року він значно розвинув викладацьку діяльність в інституті, було відкрито новий біолого-хімічний факультет. Однак у 1949 році вийшла постанова НКВС, якою заборонялося кримським татарам займатись викладацькою діяльністю, якщо вони не є членами партії. Османова було звільнено у 1950 році. Далі він працював у Каракалпакському НДІ економіки та культури, який у 1958 році був перетворений у комплексний НДІ Узбецької Академії наук. Османов обійняв посаду завідувача сектору зоології та паразитології, а також керівника лабораторії іхтіології і паразитології. У 1969 році він захистив докторську дисертацію. Під його керівництвом було захищено 7 кандидатських дисертацій. 30 грудня 1981 він пішов на пенсію.
На його честь названі такі нові види:
- Contracaecum osmanovi Mossowoy, 1951.
- Dactylogyrus osmanovi Urazbaev, 1966.
- Chloromyxum osmanovi Karataew, 1983.